# Johann Frederik Mauritz Herbell
Johann Frederik Mauritz Herbell Rees, (Kleefsland, Duitsland) 1752 - Sneek, 25 januari 1819) was een Nederlands historicus en rechter.
Herbell was afkomstig uit een familie uit Kleef, Duitsland. Hij studeerde rechten aan de Universiteit van Franeker (1770) en Duisburg (1773). Hij was hierna huisleraar van baron Georg Frederik des H.R.Rijksbaron thoe Schwartzenberg en Hohenlansberg (1733-1783). Als zodanig was hij behulpzaam bij het samenstellen van het Groot Plakkaat- en Charterboek van Friesland tussen 1783 en de revolutie van 1795 (in dit jaar eindigde de uitgave). Hierna werd hij stadssecretaris van Franeker en Sneek en president van de Rechtbank van Sneek. Hij stierf kinder- en partnerloos. Na zijn dood werd zijn bibliotheek in 1855 overgedragen aan het Provinciaal Friesch Genootschap ter Beoefening van Friesche Geschied-, Oudheid- en Taalkunde. 